# Будівництво 882 і ВТТ
Будівництво 882 і ВТТ — підрозділ системи виправно-трудових установ ГУЛАГ.
Час існування: організований між 01.02.47 і 01.06.47;

закритий між 17.03.49 і 15.04.49 (перейменований в Будівництво 940 і ВТТ).

## Підпорядкування і дислокація
- ГУЛПС (таборів промислового буд-ва).

Дислокація: Українська РСР, м.Дніпродзержинськ.

## Виконувані роботи
- буд-во цеху «Г» (випускав важку воду для ядерних реакторів) на Дніпродзержинському азотно-туковому з-ді,
- буд-во цеху з переробки доменних шлаків при з-ді ім. Дзержинського.

## Чисельність з/к
- 01.06.47 — 1702,
- 01.01.48 — 5025,
- 01.01.49 — 5973